# Ligue Haïtienne 2016
A Ligue Haïtienne 2016 ou Haiti Division 1 Ligue(em francês) ou Liga Haitiana(em português), é a competição máxima da primeira divisão de elite do futebol profissional do Haiti. A competição começou no dia 20 de fevereiro de 2016 e foi organizada pela Fédération Haïtienne de Football, autoridade máxima do futebol haitiano. É disputado desde 1987 com o formato de liga por temporada. É patrocinado pelo grupo de comunicação mobile Digicel Group Haiti.

## Participantes
| Equipe              | Cidade          | Estádio (mando)                         | Capacidade |
| ------------------- | --------------- | --------------------------------------- | ---------- |
| Racing des Gônaïves | Gonaïves        | Parc Stenio Vincent                     |            |
| FICA                | Cap-Haïtien     | Parc Saint-Victor                       | 9 500      |
| Don Bosco           | Pétionville     | Stade Pétionville                       | 5 000      |
| Cavaly              | Léogâne         | Parc Julia Vilbon                       | 10 000     |
| Mirebalais          | Mirebalais      | Parc Nelson Petit-Frère                 | 2 000      |
| Ouanaminthe         | Ouanaminthe     | Parc Notre Dame                         | 10 500     |
| ASC                 | Cap-Haïtien     | Parc Saint-Victor                       |            |
| Petit-Goâve         | Petit-Goâve     | Parc Anglade                            | 2 000      |
| Tempête             | Saint-Marc      | Parc Levelt                             | 10 000     |
| Real du Cap         | Gônaïves        | Parc Stenio Vincent                     |            |
| RC Haïtien          | Port-au-Prince  | Stade Sylvio Cator                      | 10 000     |
| Baltimore SC        | Saint-Marc      | Parc Levelt                             | 5 500      |
| Juventus Des Cayes  | (não informado) | (não informado)                         |            |
| Roulado             | Gonâve Island   | Parc Savil Dessaint                     |            |
| América des Cayes   | Les Cayes       | Parc de Foot Land des Gabions des Cayes |            |
| Aigle Noir          | Port-au-Prince  | Stade Sylvio Cator                      | 10 000     |
| Inter GG            | (não informado) | (não informado)                         |            |
| Violette            | Port-au-Prince  | Stade Sylvio Cator                      | 10 000     |

## Transmissão
A Federação Haitiana de Futebol tem um acordo de transmissão exclusiva com canais de TV premium francês, Canal +. O acordo foi formalizado em 7 de Março de 2016, um contrato de cinco anos para começar no final de abril de 2016. No entanto, os detalhes financeiros não foram divulgados. O acordo inclui a cobertura e transmissões ao vivo; 15 jogos da sua escolha para a temporada de 2016, bem como entrevistas antes e depois de cada jogo.
Canal + Haiti, uma subsidiária, oferece três pacotes para ver jogos no mercado interno

## Premiação
| Digicel Première Division 2016 / Haiti Division 1 Ligue |
| ------------------------------------------------------- |
| RC Haïtien (14º título)                                 |